# Satyrium yangi
Satyrium yangi is een vlinder uit de familie van de Lycaenidae. De wetenschappelijke naam van de soort werd als Thecla yangi in 1939 gepubliceerd door Riley.